# Państwowa Akademia Nauk Stosowanych w Koszalinie
Państwowa Akademia Nauk Stosowanych w Koszalinie – (dawniej "Państwowa Wyższa Szkoła Zawodowa w Koszalinie") publiczna uczelnia zawodowa utworzona 1 października 2009 w Koszalinie na podstawie Rozporządzenia Rady Ministrów z dnia 29 września 2009 roku. Uczelnia prowadzi własny Dom Studenta znajdujący się w siedzibie uczelni.
W marcu 2024 na konferencji prasowej w Koszalinie minister nauki Dariusz Wieczorek poinformował o rozpoczęciu procedury zmiany nazwy uczelni. Stosowne rozporządzenie zostało wydane 2 kwietnia 2024 roku. Od 1.10.2024r .Państwowa Wyższa Szkoła Zawodowa nosi nazwę "Państwowa Akademia Nauk Stosowanych w Koszalinie". Zapowiedziano również utworzenie filii uczelni w Kołobrzegu.

## Władze uczelni
- Rektor: dr Monika Pawłowska
- Prorektor: dr Magdalena Łuczkowska
- Prorektor: dr Renata Kaczmarek
- Kanclerz: mgr Beata Koronkiewicz

## Kierunki kształcenia
Państwowa Akademia Nauk Stosowanych w Koszalinie prowadzi studia  licencjackie i magisterskie w systemie stacjonarnym i niestacjonarnym.
- Instytut Spraw Społecznych
  - bezpieczeństwo narodowe
  - kosmetologia
  - pedagogika przedszkolna i wczesnoszkolna

- Instytut Pielęgniarstwa i Ratownictwa Medycznego
  - pielęgniarstwo
  - ratownictwo medyczne

- Instytut Kultury Fizycznej i Zdrowia
  - dietetyka
  - fizjoterapia
  - wychowanie fizyczne